# 上梅街道
上梅镇，是中华人民共和国湖南省娄底市新化县下辖的一个乡镇级行政单位。

## 行政区划
上梅镇下辖以下地区：
十字街社区、永兴社区、青石社区、立新桥社区、园株岭社区、东外社区、玉虚宫社区、福景山社区、工农河社区、崇阳岭社区、跑马岭社区、北塔社区、坪山垅社区、工农村、下田村、梅树村、花山村、农科村、毛家垅村、冷水铺村、白羊坪村、层峰村、罗家塘村、北渡村、新渡村、和兴村、集丰村、民主村、三湾村、庙边村、集农村、小塘村、横竹村、团大村、远大村、沙州村、三州村和光义村。

## 交通
- 沪昆铁路：新化站